# 콜린 벨 (1961년)
콜린 벨(영어: Colin Bell, 1961년 8월 5일 ~ )은 잉글랜드의 전직 축구 선수 및 축구 지도자로 현재 중국 여자 U-20 축구 국가대표팀의 감독을 맡고 있다.

## 선수 경력
1961년 8월 5일 영국 레스터 출생으로 자신의 고향팀인 레스터 시티를 거쳐 1982년부터 1987년까지 독일의 VfL 함-시크에서 뛰다가 1987년부터 2년간 마인츠 05에서 40경기 6골을 기록한 후 28세의 나이에 은퇴를 선언했다.

## 지도자 경력
선수 은퇴 후 TuS 코블렌츠에서 지도자 생활을 시작했고 이후 2011년 SC 07 바트노이에나어 감독을 시작으로 2019년 6월까지 8년동안 여자 축구팀 감독을 맡았다.
특히 2013년부터 2015년까지 프라우엔-분데스리가 아인트라흐트 프랑크푸르트 여자 축구팀의 감독으로 2013-14 시즌 리그 준우승, 2013-14년 DFB-포칼 프라우엔 우승, 2014-15년 UEFA 여자 챔피언스리그 우승을 이끌었고 2015 시즌에는 노르웨이 톱세리엔의 명문 구단인 아발드네스 IL의 감독으로 부임하여 2016 시즌까지 팀을 맡아 리그 2연속 준우승, 2015년 노르웨이 우먼컵 준우승을 이끌었다.
그리고 2016-17 시즌에는 프라우엔-분데스리가의 SC 잔트의 감독을 맡아 2016-17 DFB-포칼 프라우엔 준우승을 이끈 뒤 2017년부터 2019년 6월까지 아일랜드 여자 축구 국가대표팀의 감독을 맡아 2017년 키프로스컵 4위에 올려놓았다.
또한 2019년 EFL 챔피언십의 허더스필드 타운의 수석 코치로 활동하다가 같은 해 10월 18일 선수 폭행 논란으로 사임한 최인철 전 감독(현 인도네시아 축구 국가대표팀 수석 코치)의 후임으로 대한민국 여자 축구 국가대표팀의 역사상 첫 외국인 감독으로 선임되었다.
그 후 2019년 EAFF E-1 풋볼 챔피언십에서 팀의 준우승을 이끌었고 2020년 하계 올림픽 아시아 지역 예선에서는 강호 중국에게 가로막혀 사상 첫 올림픽 본선행이 좌절되었지만 2023년 FIFA 여자 월드컵 아시아 지역 예선을 겸한 2022년 AFC 여자 아시안컵에서 대한민국 여자 축구 사상 첫 아시안컵 준우승 및 3회 연속이자 통산 4번째 여자 월드컵 본선행을 이끌었다.

## 수상

### 클럽 (지도자)
아인트라흐트 프랑크푸르트 (여자)
- 프라우엔-분데스리가 : 준우승 (2013-14)
- DFB-포칼 프라우엔 : 우승 (2013-14)
- UEFA 여자 챔피언스리그 : 우승 (2014-15)
- 헤세컵 : 우승 (2013)

 아발드네스 IL
- 톱세리엔 : 준우승 (2015, 2016)
- 노르웨이 우먼컵 : 준우승 (2015)

 SC 잔트
- DFB-포칼 프라우엔 : 준우승 (2016-17)

### 국가대표팀 (지도자)
아일랜드 (여자)
- 키프로스컵 : 4위 (2017)

 대한민국 (여자)
- EAFF E-1 풋볼 챔피언십 : 준우승 (2019)
- AFC 여자 아시안컵 : 준우승 (2022)